# قضب جيلاتي
قضب جيلاتي (الاسم العلمي:Cadaba gillettii) هو نوع من النباتات يتبع جنس القضب من الفصيلة القبارية.